# Myst IV: Revelation
Vous lisez un « bon article » labellisé en 2025.
Pour les articles homonymes, voir Révélation (homonymie).
Myst IV: Revelation est le quatrième volet de la série de jeux vidéo Myst, développé par Ubisoft Montréal, édité par Ubisoft et sorti en 2004. Il se distingue comme le premier jeu de la franchise à exploiter exclusivement le format DVD-ROM. Tout comme son prédécesseur Myst III: Exile, Revelation combine des graphismes en 3D précalculée et des séquences vidéo numériques, tout en intégrant des effets en temps réel pour renforcer l’immersion.
L'intrigue de Revelation vient clore les arcs narratifs initiés dès le premier Myst. Le joueur est invoqué par Atrus, un créateur de mondes capables de voyager entre différents Âges grâce à des livres de liaison. Près de vingt ans plus tôt, ses deux fils, responsables d’une tentative de destruction de ces livres, ont été emprisonnés. Atrus souhaite désormais évaluer leur rédemption. Le joueur finit par voyager vers la prison de chacun des frères, afin d'essayer de sauver Yeesha, la fille d'Atrus, du plan malfaisant conçu par les frères.
Le développement de Revelation dure plus de trois ans, mobilisant une équipe de quatre-vingts personnes chez Ubisoft. La bande originale, confiée à Jack Wall (déjà compositeur sur Exile), contribue à l’atmosphère envoûtante de l’univers.
Les critiques saluent majoritairement la qualité visuelle, la bande-son et les énigmes, bien que certains médias, comme Computer Gaming World, pointent du doigt un système de contrôle perfectible. Revelation marque également la fin d’une ère pour la série : il est le dernier volet à utiliser des décors et vidéos précalculés, son successeur, Myst V: End of Ages, optant intégralement pour le rendu en temps réel.

## Trame

Exemple de livre de liaison.

Atrus fait appel à l’Étranger pour solliciter son aide. Maître dans l’art d’écrire des livres de liaison, ces portails vers d’autres mondes nommés Âges, il a autrefois été trahi par ses deux fils, Sirrus et Achenar. Ces derniers ont détruit ses précieux ouvrages et emprisonné leurs parents afin de piller les richesses des Âges. Grâce à l’intervention de l’Étranger, Atrus a pu se libérer et confiner ses fils dans des prisons spécialement conçues pour les voleurs. Vingt ans plus tard, Catherine, son épouse, espère leur rédemption, mais Atrus, sceptique, charge l’Étranger de juger leurs intentions. L’affaire prend une tournure dramatique lorsqu’une mystérieuse explosion laisse l’Étranger inconscient, et que ce dernier découvre la disparition de Yeesha, la fille d’Atrus.
L’Étranger se lance alors dans une quête à travers les Âges de Spire et Haven pour la retrouver. Sur Spire, Sirrus a mis à profit son savoir scientifique pour fabriquer des explosifs, lui permettant de s’échapper après avoir forcé l’accès au livre menant à Tomahna. À Haven, l’Étranger apprend qu’Achenar a également été libéré par son frère. En se rendant à Serenia, il rencontre Achenar, possesseur d'une mystérieuse Pierre de Vie. Ce dernier révèle que Sirrus, devenu fou, a capturé Yeesha et confie un journal caché, mettant en garde contre une éventuelle poursuite d’Atrus. Les écrits dévoilent un sinistre complot : les frères prévoyaient de piéger Catherine sur Riven et d’utiliser une Chambre de Mémoire, une structure florale géante préservant les souvenirs des défunts, pour s’emparer du corps d’Atrus et lui voler son savoir. La Pierre de Vie, dérobée par Achenar, sert précisément à alimenter ces chambres. L’enquête mène ensuite l’Étranger à Sirrus, qu’il découvre près d’un récupérateur sous-marin collectant des globes de mémoire. Dans un geste désespéré, ce dernier sabote la machine avant de s’enfuir vers une ancienne Chambre de Mémoire, où il tente de manipuler l’Étranger en accusant Achenar et en réclamant la présence d’Atrus pour rétablir l’ordre.
Face à la porte verrouillée par Sirrus, l’Étranger se tourne vers la Chambre de Mémoire encore active, où les protecteurs séréniens l’orientent vers le « Rêve », leur royaume spirituel. Guidé par un esprit bienveillant, il apaise les Ancêtres, les âmes des Séréniens disparus, et obtient ainsi la combinaison secrète. De retour dans la Chambre abandonnée, il découvre Yeesha ligotée, implorant sa libération via un levier argenté. L’arrivée soudaine d’Achenar, armé d’une arbalète, éclaire d’un jour nouveau la situation : Sirrus a transféré ses propres souvenirs dans le corps de Yeesha, et un levier orange permettrait d’inverser ce processus.
Les événements prennent alors différentes tournures selon les choix de l’Étranger. Une inaction se solde par une tragédie : Sirrus, ayant pris possession du corps de Yeesha, s’empare de l’arbalète pour éliminer Achenar puis l’Étranger. L’activation du levier argenté conduit à un résultat similaire, avec une Yeesha toujours possédée qui assassine froidement Achenar et le protagoniste. La véritable solution réside dans le levier orange : bien que le transfert soit inversé, la Chambre devenue instable menace de s’effondrer. Achenar, conscient du danger, insère la Pierre de Vie pour stabiliser la structure, un acte qui lui coûte la vie par empoisonnement. Avec ses derniers mots, il enjoint à l’Étranger de restaurer les souvenirs de Yeesha dans le Rêve. Là, une créature monstrueuse incarnant Sirrus s’accroche désespérément à l’âme de la jeune femme. En la détruisant, l’Étranger libère définitivement Yeesha de cette emprise maléfique. De retour à Tomahna, Atrus accueille l’Étranger avec un mélange de tristesse et de soulagement : Catherine a emmené Yeesha à Tay, et la mort des deux frères met enfin un terme à cette sombre menace.

## Système de jeu
Myst IV: Revelation est un jeu d'aventure dans lequel le joueur vit l'expérience à travers les yeux de l'Étranger, un protagoniste anonyme. Le joueur explore des mondes interactifs nommés « Âges » en utilisant la souris ou le clavier afin de résoudre des énigmes et faire avancer la narration du jeu. Il ne peut pas se déplacer librement dans chaque Âge, mais, comme dans les précédents jeux de la série Myst, il voyage en cliquant sur des emplacements prédéfinis appelés « nœuds » dans lesquels il peut faire pivoter sa vision dans n'importe quelle direction. Revelation contient également un mode « Zip » optionnel, qui permet de traverser rapidement les zones à explorer en sautant les nœuds intermédiaires afin d'éviter de fastidieux allers et retours ou de se perdre dans les décors. Les zones vers lesquelles il est possible de se rendre instantanément sont représentées par des vignettes.
Le curseur de la souris, qui a l'apparence d'une main et se modifie en fonction des éléments pointés, fournit différentes indications visuelles sur les actions du joueur et les déplacements. Par exemple, pour se déplacer, le curseur change d'apparence pour désigner la direction voulue. Si le joueur peut visualiser un objet en détail, le curseur prend la forme d'une main tenant une loupe. En cliquant et déplaçant le curseur, le joueur peut effectuer des actions comme pousser, tirer ou activer des objets. Dans Revelation, le curseur permet d'interagir davantage avec les éléments du décor, comme l'eau ou les petites créatures, ce qui renforce l'immersion dans l'univers par rapport aux précédents jeux. Revelation contient plusieurs innovations du système de jeu qui aident à la résolution des énigmes et à la progression scénaristique. Au début, le joueur reçoit un appareil photo qui permet de prendre de nombreux clichés des éléments du décor ou des indices. Il peut également annoter ces clichés via un journal pour ne pas avoir à recopier les indices sur papier comme avec les opus antérieurs de Myst. Une amulette, obtenue dès le début du jeu, permet également de révéler des détails sur l'histoire passée de divers objets et lieux clés via de courtes vidéos,. Le mode Zip, l'amulette, l'appareil photo et le journal sont accessibles via un menu en bas de l'écran de jeu.
Plus généralement, l'exploration du jeu reste très peu contrainte et le joueur n'est guère guidé tout en conservant une bonne immersion. Il n'y a pas de buts clairs et, parfois, les conséquences de certaines actions ne sont découvertes que bien plus tard, notamment pour la résolution des puzzles. Ces derniers font appel, comme dans les précédents Myst, à toutes sortes de notions (logique, mathématique, codes secrets, association de couleurs et de sons). Mais, grâce à l'appareil photo, les énigmes requièrent aussi souvent de déduire des liens avec les lieux précédemment visités à travers les différents Âges. En général, la difficulté reste élevée, bien que plus abordable que dans les précédents volets. Pour renforcer l'accessibilité, le jeu inclut également un système d'indices accessible depuis le menu général.

## Développement

### Concept initial
À l'époque où Mattel Interactive détenait encore les droits de la série Myst, le développement de ce qui était alors Myst III est confié à DreamForge Intertainment, le studio qui a créé le jeu Sanitarium. Mattel souhaitait que le jeu sorte rapidement, mais il s'est avéré que Dreamforge aurait eu besoin d'au moins quatre ans pour le développer. C'est alors que l'éditeur renomme le jeu de Dreamforge en Myst IV, et a engagé Presto Studios pour développer Myst III: Exile dans un délai de dix-huit mois. Le Myst IV de Dreamforge, qui utilisait des graphismes en temps réel, était en développement depuis plus d'un an et complet à 20 % lorsque Ubisoft, qui avait entre-temps acquis les droits de la série, annule le projet et décide de recommencer le développement de zéro avec une équipe interne, ce qui aboutit à Myst IV: Revelation.
Selon Mary DeMarle, scénariste de Revelation, conclure le récit des deux frères était l'histoire prévue à l'origine pour le Myst de Dreamforge. Lors de la conception de Myst III: Exile, Presto avait pour consigne de ne pas mentionner Sirrus et Achenar afin de ne pas empiéter sur le projet de Dreamforge. Lorsque ce dernier est abandonné, l'équipe d'Ubisoft décide de réutiliser le thème des frères pour sa version de Myst IV. Cyan Worlds, le développeur de Myst et Riven, définit « un certain nombre de règles » qu'Ubisoft doit suivre, selon Geneviève Lord, productrice de Revelation mais, excepté cela, l'équipe est libre de développer de nouvelles idées, en accord avec l'esprit de la mythologie de Myst.

### Conception

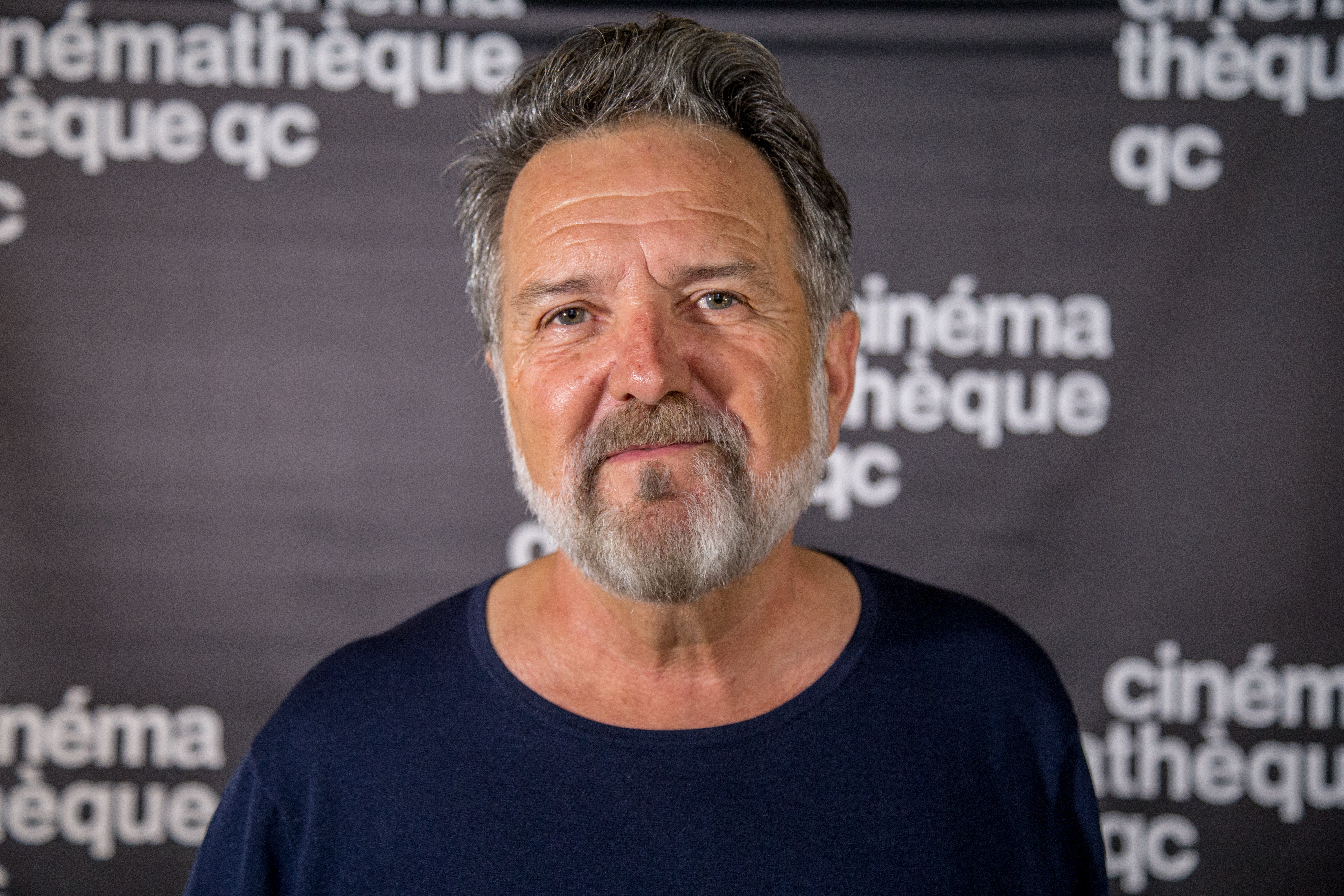
Michel Poulette, un des réalisateurs du jeu.

Le développement de Revelation par Ubisoft prend plus de trois ans et nécessite l'emploi de plus de quatre-vingts personnes,. Dès le début, l'équipe de développement décide d'utiliser des graphismes pré-calculés pour le jeu afin de correspondre au style des précédents opus de Myst. Cela constitue un défi pour le studio qui n'a jamais développé de jeu pré-calculé auparavant et qui doit engager plus de cinquante nouveaux employés expérimentés dans ce domaine. Le fond se présente notamment sous la forme de panoramas à 360°, pré-calculés et pré-animés avec QuickTime VR pour accentuer l'immersion. Revelation est le dernier jeu Myst à utiliser des graphismes pré-calculés ou des vidéos. Cyan Worlds, le développeur original de Myst et Riven, utilise des graphismes rendus en temps réel pour l'épisode suivant de la série, Myst V: End of Ages, annoncé comme le jeu final de la série.
Pour créer l'univers fictif de Revelation, l'équipe de développement s'appuie sur le monde réel. Selon Geneviève Lord, les sources d'inspirations sont diverses, comme des encyclopédies, musées, voyages à l'étranger ou encore le film Baraka. Par exemple, le concept de « Haven », l'Âge aux étranges créatures et qui sert de prison à Achenar, est inspiré par des documentaires sur les dinosaures et des livres sur les animaux. L'Âge « Serenia » est créé à la suite d'un voyage en Thaïlande, avec la volonté de retranscrire dans le jeu l'ambiance paradisiaque et apaisante du pays.
La production complète du jeu est lancée avant que la direction artistique et les outils de développement du moteur ne soient parfaitement définis, ce qui engendre un manque de direction et de communication et instaure un climat de tension entre les concepteurs, les programmeurs et les infographistes durant la majeure partie de la production.
Revelation utilise son moteur Alive pour animer presque tout le contenu du jeu, une amélioration par rapport à la technologie pré-calculée présente dans Myst, Riven et Exile. Plus précisément, quasiment tous les objets et cinématiques du jeu sont rendus via le moteur 3D V-Ray ce qui est un tour de force à l'époque en raison de la grande taille des environnements. Par exemple, les animations de l'eau sont rendues intégralement pour chaque lieu, les arbres bougent avec le vent et les nuages du ciel se déplacent. La faune inclut des créatures qui traversent l'environnement et qui interagissent occasionnellement avec le joueur. Le jeu contient également de nombreux effets appliqués en temps réel comme des halos lumineux d'objectif photographique, des éclairages dynamiques et un flou focal optionnel. Le jeu utilise des cinématiques non jouables en prise de vue réelle avec de vrais acteurs, incrustés sur les décors, qui incarnent les personnages, technique introduite dans le jeu Myst original. Il y a plus de soixante-dix minutes de vidéo et le jeu permet au joueur de diriger son regard et d'interagir avec la vidéo pendant que celle-ci est affichée.

### Musique

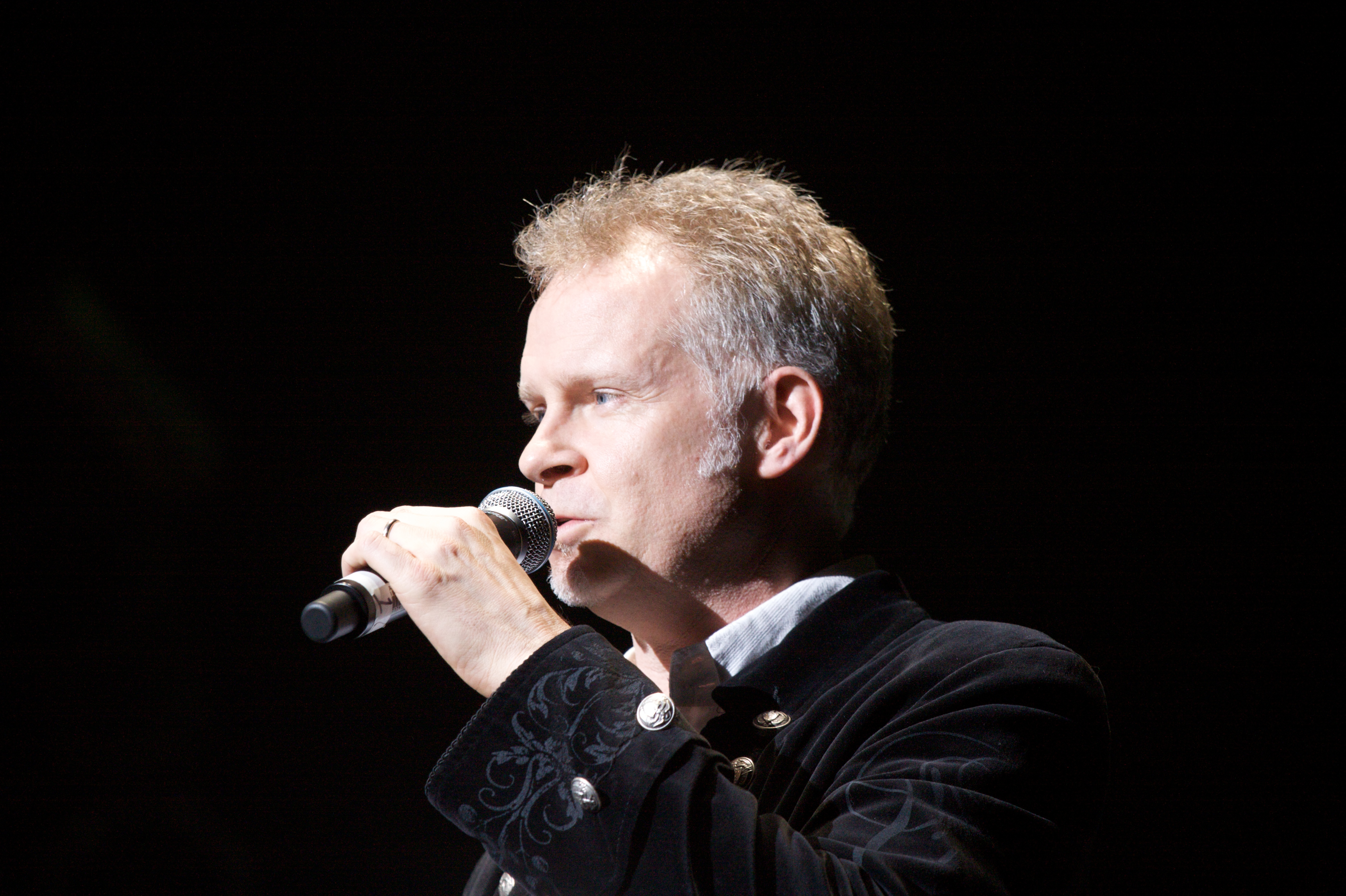
Jack Wall, compositeur principal du jeu.

Jack Wall compose, dirige, et produit la bande-son de Revelation. Il s'agit de sa seconde composition pour un jeu vidéo, après la musique de Myst III: Exile. Wall est ingénieur et producteur sonore de formation et il déclare que composer représente « une sorte de nouvelle étape [pour lui], au lieu d'être ce qu'[il avait] décidé dès le départ ». Le succès critique de la bande originale d’Exile permet à Wall d'être le compositeur de Revelation avec un budget de cent mille dollars (deux fois plus que pour Exile).
Wall réutilise, réorchestre et étoffe des thèmes composés par Robyn Miller, le précédent compositeur de Myst. Par exemple, il réutilise le thème d'Atrus issu de Riven et le leitmotiv des frères venant du jeu original. L'univers et l'histoire de Myst permettent à Wall d'écrire une musique « un peu moins familière au public occidental », inspirée par la musique d'Europe de l'Est que Wall écoutait dans les années 1990.
En plus des compositions de Jack Wall, le jeu contient une chanson de Peter Gabriel nommée Curtains qui est, à l'origine, la face B de son single Big Time. Gabriel prête également sa voix pour certains dialogues du jeu.

## Accueil

### Accueil critique
Revelation reçoit globalement un accueil positif de la part des critiques. Le jeu obtient des scores moyens de 82/100 sur Metacritic et 82 % sur GameRankings,. La version Xbox, cependant, recueille des évaluations moins favorables que la version PC,,,.
Comme pour les précédents opus de Myst, les critiques estiment que l'aspect visuel et l'interactivité de Revelation sont les points forts du jeu. Les environnements sont loués pour leur richesse, leur esthétique très travaillée et originale, et l'impression d'onirisme mêlé au réalisme qui s'en dégage, qui « transforment chaque scène en un véritable lieu vivant, bien plus qu'une simple image panoramique ». Les critiques apprécient aussi l'ajout d'animations discrètes au sein des décors, alors que les jeux précédents ont souvent été critiqués pour leurs écrans fixes. Selon Jeuxvideo.com, « la volonté première de ce nouvel épisode [...] consiste à donner de la vie à chaque écran, montrer que Myst n'est pas seulement un recueil pour se torturer le cerveau, mais aussi une invitation à un voyage fabuleux ». En revanche, ces nouveaux effets ne sont pas assez exploités dans le processus d'exploration du jeu selon Gamekult. Les qualités de la musique de Jack Wall et des effets sonores sont régulièrement soulignées,. L'ajout d'un appareil photo dans le jeu et d'un système de notes reçoit également un accueil positif,, Jeuxvideo.com estimant que ces éléments (ainsi que le système d'aide directe aux énigmes) rendent le jeu beaucoup plus accessible aux joueurs inexpérimentés que les précédents Myst. S'il aurait été facile pour les développeurs de se décourager après le décevant Uru: Ages Beyond Myst, Ubisoft a au contraire produit « un des jeux les plus aboutis » que Paul Presley, critique du magazine Computer and Video Games, ait jamais vus.
Gamekult juge le système de narration via l'amulette « trop fréquent » et, en conséquence, les informations données sont « un peu trop explicites [...] nous empêchant ainsi d'imaginer par soi-même certains passages de l'aventure ou de découvrir plus subtilement la vérité ». Certains critiquent les aspects du gameplay qui n'ont pas été corrigés ou modifiés depuis les précédents Myst. Computer Gaming World, par exemple, s'est plaint de devoir scruter l'écran méticuleusement à la recherche des endroits où des actions sont possibles. Un critique du Houston Chronicle juge la méthode de voyage de nœud à nœud agaçante à utiliser. La lenteur des animations du curseur est également critiquée car elle rend parfois fastidieuse la recherche des actions. Beaucoup de publications notent que la configuration informatique requise est assez élevée. En effet, en plus d'avoir besoin d'un lecteur de DVD-ROM, le jeu occupe plus de sept gigaoctets pour une installation complète,. Le New York Times, le seul critique « grand public » ayant un avis négatif de la musique de Revelation, qualifie la bande sonore d'« ennuyeuse et sans imagination ».

### Ventes
Commercialement, la version PC fait une entrée à la 6e place du classement des ventes du NPD Group pour la période du 3 au 9 octobre 2004, avant de descendre à la 10e place la semaine suivante. Le jeu se classe 92e en septembre puis 12e en octobre. Aux États-Unis, les ventes s'établissent entre 100 000 et 400 000 exemplaires d'ici août 2006. À cette date, les ventes combinées de tous les jeux Myst sortis dans les années 2000 atteignent 1,6 million d'unités sur le territoire américain.

### Distinctions
Revelation remporte les prix du « meilleur jeu d'aventure 2004 » décernés par GameSpot et GameSpy,, tout en se classant finaliste dans cette catégorie pour Computer Gaming World et IGN, devancé respectivement par In Memoriam et Sid Meier's Pirates!,. Le jeu reçoit également des nominations dans les catégories « meilleure musique originale », « meilleurs effets sonores », « meilleure histoire » et « meilleurs graphismes artistiques » par GameSpot, ainsi qu'une nomination pour sa musique par Computer Games Magazine,. Lors de la 8e édition des Interactive Achievement Awards, le jeu est nommé pour le titre de jeu d'action/aventure PC de l'année. En 2011, Adventure Gamers le classe 40e meilleur jeu d'aventure jamais sorti.

## Postérité
Myst IV: Revelation occupe une place clé dans la continuité de la série Myst, en concluant l’arc narratif des fils d’Atrus entamé dans le premier opus. Développé par Ubisoft en 2004, ce quatrième épisode marque également la fin de l’implication d’un éditeur tiers dans le développement principal de la franchise, avant le retour de Cyan Worlds aux commandes. Ce jeu est suivi un an plus tard par Myst V: End of Ages. Ce dernier opus de la série principale sert de conclusion narrative symbolique à l’histoire des D’ni et du personnage d’Atrus, mais surtout à Uru: Ages Beyond Myst, reliant ainsi les intrigues des jeux solo et multijoueur. End of Ages adopte un style graphique plus proche de Uru, abandonnant partiellement les prises de vue réelles au profit d’environnements entièrement en 3D,.